# Karin Långström
Karin Elisabet Långström, tidigare Långström Vinge, född 13 oktober 1975 i Trönninge församling i Hallands län, är en svensk präst, författare och bloggare. Hon var ledamot i kyrkomötet för Svenska Kyrkan perioderna 2005–2009 och 2010–2013, och är ersättare perioden 2022-2025.
Långström är född i Halmstad och uppvuxen i Berghem utanför Borås samt i Björsäter i Mariestads kommun. Hon läste religionsvetenskapliga programmet samt pastoralteologisk utbildning vid Lunds universitet mellan 1995 och 2001, kyrkligt ledarskap vid Uppsala universitet 2015–2016 samt folkhögskollärarprogrammet vid Linköpings universitet 2017–2019. Hon arbetade mellan 2002 och 2016 i Skövde församling, bland annat som enhetschef för Lärande och kommunikation. Mellan 2016 och 2021 var hon stiftsadjunkt och skolpräst på Skara stifts folkhögskola i Hjo. År 2021 blev hon församlingspräst i i Töreboda pastorat och sedan 2023 är hon kyrkoherde i Stenstorps pastorat. Långström bloggar om kultur, livsåskådning och samhällsfrågor och skriver krönikor sedan 2013 i Skaraborgs Allehanda.
Långström är en av de präster som tidigt engagerade sig för att Svenska kyrkan ska viga samkönade par, och var en av de första som förrättade en sådan vigsel i november 2009 kort efter kyrkomötets beslut några veckor tidigare.
Karin Långström är dotter till framlidne prosten och kyrkoherden i Husaby Erik Långström och brorsdotter till Stockholms tidigare domprost Hakon Långström.